# Quando un musicista ride
Quando un musicista ride è un album raccolta di Enzo Jannacci, il terzo nella carriera del cantautore.

## Il disco
Il disco, uscito a quattro anni di distanza dal precedente lavoro, I soliti accordi del 1994, contiene i rifacimenti di alcuni pezzi storici del cantautore milanese, in particolare la celebre Vengo anch'io. No, tu no e Son S'ciopàa, brano che racconta la storia di un barbone (anni dopo El portava i scarp del tennis).
Evidente l'impronta data alle canzoni dal figlio del musicista, Paolo, che ha curato la parte musicale dell'album, aggiungendo il suono di vari strumenti, tra cui il sassofono e la fisarmonica, della quale è un virtuoso.
Il disco contiene alcuni pezzi inediti:
- Quando un musicista ride (che Jannacci cantò al Festival di Sanremo 1998);
- Il suonatore di contrabbasso, brano delicato, interpretato dai contrabbassisti Marco Antonio Ricci (arco) e Riccardo Fioravanti (pizz);
- Già la luna è in mezzo al mare, cantato con l'amico di vecchia data Dario Fo che ripropone il gramelot in napoletano, a tempo di tarantella.

Nell'album sono presenti molti brevissimi brani che fungono da intermezzo, nei quali Jannacci commenta, insieme a suo figlio, con il suo solito stile, i retroscena delle canzoni e la sua vita. Le due tracce che si rifanno alla sua celebre Quelli che... sono a tema sportivo in quanto sono stati sigla dell'edizione di quell'anno di Quelli che... il calcio, il cui nome è mutuato proprio da questa storica canzone.

## Tracce
1. Intro
2. Quando un musicista ride
3. Chi era Jannacci?
4. Saxophone
5. Ma chi era Jannacci?
6. Son Sciopàa
7. I mestieri
8. Faceva il palo
9. Ci vuole orecchio
10. Il ficus
11. No tu no
12. Secondo te che gusto c'è
13. Chi era l'Armando
14. L'Armando
15. Il suonatore di contrabbasso
16. Mexico
17. Mexico e nuvole
18. Due gelati
19. Povero Bassi!
20. Se me lo dicevi prima
21. Quelli che...aspettano
22. Quelli che...Il calcio
23. C'è troppo eco
24. Quando il sipario calerà
25. Già la luna è in mezzo al mare

## Musicisti
- Enzo Jannacci - voce, pianoforte
- Dario Fo - voce in Già la luna è in mezzo al mare
- Julius Farmer - basso
- Paolo Jannacci - tastiera, fisarmonica, percussioni
- Sergio Farina - chitarra acustica, chitarra elettrica, tromba
- Franco Testa - basso
- Lele Melotti - batteria
- Gaetano Leandro - tastiera, programmazione
- Mark Harris - pianoforte
- Pier Michelatti - basso
- Roberto Colombo - tastiera
- Gianni Zilioli - fisarmonica
- Bruno Crovetto - basso
- Francesco Grant - chitarra
- Paolo Salonia - basso
- Leonello Bionda - batteria
- Alberto Baldan Bembo - tastiera, pianoforte
- Bruno De Filippi - chitarra elettrica
- Tullio De Piscopo - batteria
- Giorgio Cocilovo - chitarra acustica, chitarra elettrica, mandolino
- Flaviano Cuffari - batteria
- Maurizio Bassi - tastiera, pianoforte
- Danilo Madonia - tastiera
- Marco Ricci - basso, contrabbasso
- Davide Ragazzoni - batteria, percussioni
- Riccardo Fioravanti - basso
- Stefano Bagnoli - batteria
- Emilio Soana - tromba
- Nico Carleo - tromba
- Gabriele Cappella - trombone
- Pino Sacchetti - sassofono tenore
- Alberto Buzzi - sax, sassofono tenore
- Paolo Tomelleri - clarinetto, sax, sassofono contralto
- Daniele Moretto, Giorgio Vanni, Chiara Iezzi, Elena Paoletti - cori